# 卡帕拉美體鰻
卡帕拉美體鰻，又稱卡帕拉錐體糯鰻（學名：Ariosoma kapala），為輻鰭魚綱鰻鱺目糯鰻科的其中一個種，由Peter H. J. Castle於1990年首次將其描述為Poeciloconger kapala，分布於西南太平洋澳洲新南威爾斯海域，深度46至64公尺，本魚體粗壯，身體呈灰棕色，覆蓋有小而離散的卵形光斑，特別是在頭部、軀幹、背鰭和胸鰭上，總椎骨147塊，體長可達54公分，為底棲性魚類，夜間外出覓食，生活習性不明。